# Külpstraße 13 (Stralsund)

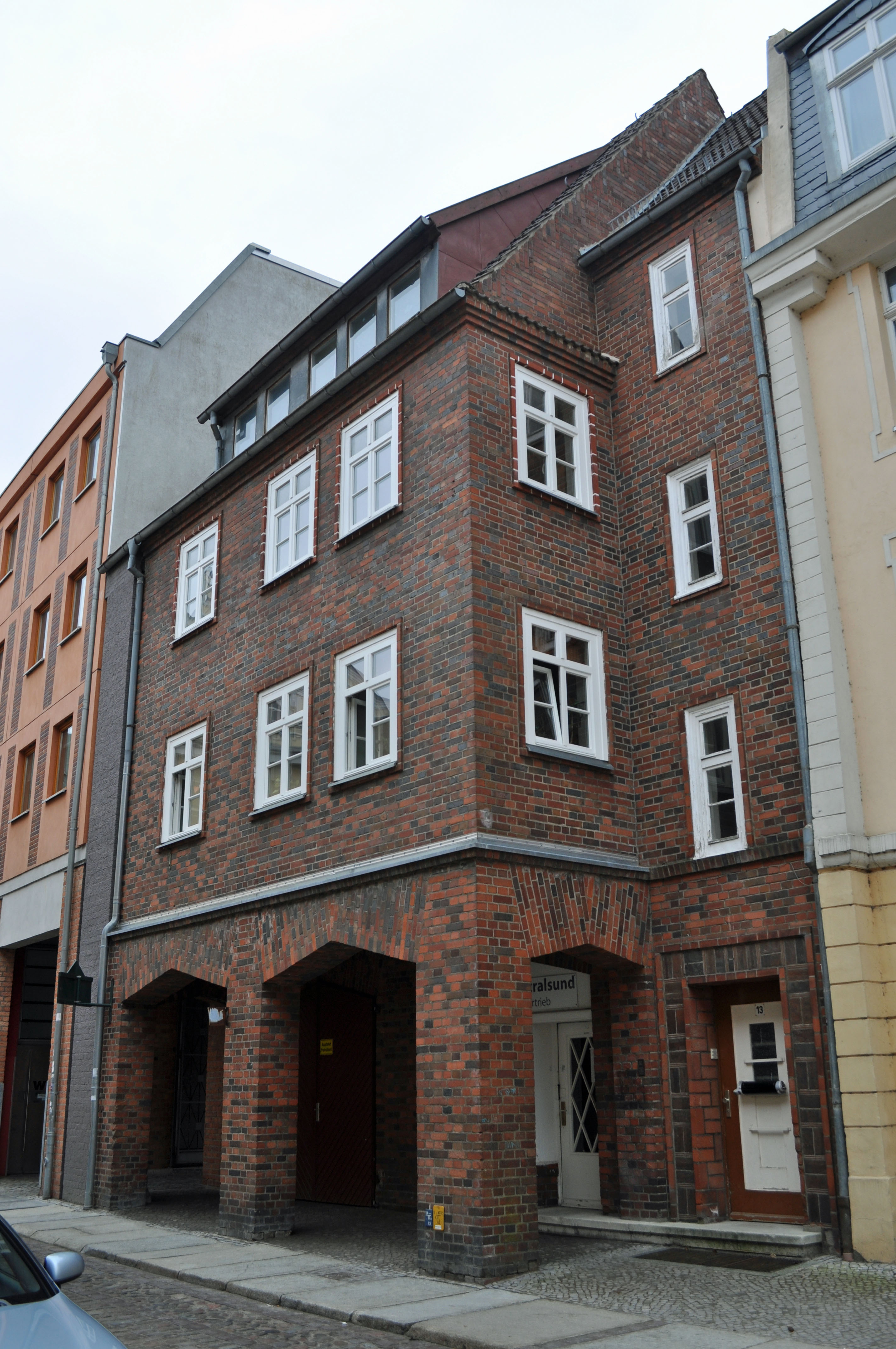
Das Haus Külpstraße 13 in Stralsund (2012)

Das Gebäude mit der postalischen Adresse Külpstraße 13 ist ein denkmalgeschütztes Bauwerk in der Külpstraße in Stralsund.
Der dreigeschossige, traufständige Backsteinbau wurde im Jahr 1936 errichtet.
Die nördliche der vier Achsen liegt in der Bauflucht der Straße, die drei Achsen des Hauptbaus springen stark vor. Dreieckige Arkaden prägen die Ansicht im Erdgeschoss.
Das Haus liegt im Kerngebiet des von der UNESCO als Weltkulturerbe anerkannten Stadtgebietes des Kulturgutes „Historische Altstädte Stralsund und Wismar“. In die Liste der Baudenkmale in Stralsund ist es mit der Nummer 452 eingetragen.